# 2018 en philosophie
Chronologie de la philosophie
- 2014
- 2015
- 2016
- 2017
- 2018
- 2019
- 2020
- 2021
- 2022

L’année 2018 a été marquée, en philosophie, par les événements suivants :

## Publications
- La Pensée postnazie, de Michel Onfray (Contre-histoire de la philosophie, tome 10).
- L'Autre pensée 68, de Michel Onfray (Contre-histoire de la philosophie, tome 11).
- Gaudete et exsultate, du pape François.
- L'Endroit du paradis. Trois études., de Clément Rosset.

### Rééditions
- Descartes, Œuvres complètes, nouvelle édition sous la direction de Jean-Marie Beyssade et de Denis Kambouchner, TEL Gallimard, volumes parus:
  - IV.1: Méditations métaphysiques. Objections et Réponses (I à VI), 2018
  - IV.2: Objections et Réponses (VII). Lettre au père Dinet, 2018

## Commémorations
- 5 mai : bicentenaire de la naissance de Karl Marx.

## Décès
- 27 mars : Clément Rosset, philosophe français, né en 1939, mort à 78 ans.